# Conus arafurensis
Conus arafurensis é uma espécie de caracol do mar presente no norte da Austrália, um gastrópode marinho da família Conidae. Sua concha tem entre 25 a 51 milímetros de tamanho. Estes caracóis são predatórios e venenosos. Eles são capazes de "picar" os humanos.